# Памятник Юрию Гагарину (Брянск)
Памятник Юрию Гагарину в Брянске был открыт 12 апреля 2014 года, его установка была приурочена к 80-летию со дня рождения Ю. А. Гагарина.
Памятник установлен на бульваре, носящем имя Гагарина.
О намерении установить памятник Гагарину в Брянске было объявлено годом ранее, в апреле 2013 года, а 17 сентября того же года была заложена капсула в основание будущего памятника. Капсула была заложена космонавтом Алексеем Леоновым, который во время своего космического полёта стал первым в мире человеком, вышедшим в открытый космос. Также на церемонии закладки памятника присутствовали космонавты Сергей Крикалёв и Виктор Афанасьев.
Автором памятника стал скульптор Равиль Юсупов. Первоначально этот памятник планировалось установить в московском аэропорту Внуково, однако позднее решение было изменено.
Юрий Гагарин приезжал в Брянск в мае 1966 года: в тот момент он был кандидатом в депутаты Верховного Совета СССР и встречался в Брянске с избирателями.

## Открытие памятника
На открытии памятника присутствовали руководители Брянска и Брянской области, несколько космонавтов, а также учёные и представители общественных организаций.
Для открытия памятника на торжественную церемонию приехала делегация от Звёздного городка в составе Алексея Леонова, Сергея Крикалёва, Виктора Афанасьева, Василия Цибилиева, Сергея Волкова, Романа Романенко и Александра Самокутяева.
Также на церемонии открытия памятника присутствовал главнокомандующий ВВС России генерал-лейтенант Виктор Бондарев.
Губернатор Брянской области Николай Денин, выступая на церемонии открытия памятника, дал ему название «Шаг в бессмертие».
После открытия памятника, когда гостями церемонии с него было снято покрывало, на месте проведения церемонии был установлен телемост с Международной космической станцией, в ходе которого к гостям торжественной церемонии и жителям Брянщины обратились космонавты Михаил Тюрин, Александр Скворцов и Олег Артемьев. Памятник освятил митрополит Брянский и Севский Александр.
После поздравления космонавтов над центром Брянска прошло авиашоу, в котором приняли участие лётчики пилотажной группы «Русские Витязи» с получасовым выступлением.

## Описание памятника
Памятник установлен на низком постаменте (высотой около 0,2 м) и представляет собой полноростовую скульптуру Юрия Гагарина, который изображён в военной шинели с погонами майора. Именно в этой форме по возвращении из полёта Юрий Гагарин докладывал об успехе первого космического полёта тогдашнему главе СССР Никите Хрущёву. Доклад проходил в аэропорту Внуково, из-за чего изначально речь и шла об установке этого памятника там.
Гагарин изображён с развязанным шнурком на одном из ботинок — именно так, как это и было в момент исторического доклада. Этот момент запечатлён на кинохрониках.